# Evolução do Colégio dos Cardeais sob o pontificado de Pio III
Abaixo está a evolução do colégio de cardeais durante o pontificado de Pio III e a subsequente vaga vaga .

## Composição para consistório
| Consistóro                     | Set 1503 | Out 1503 |
| ------------------------------ | -------- | -------- |
| Fevereiro 1456                 | 1        | 1        |
| Consistórios de Calisto III    | 1        | 1        |
| Março 1460                     | 1        |          |
| Consistórios de Pio II         | 1        |          |
| Setembro 1467                  | 1        | 1        |
| Consistórios de Paulo II       | 1        | 1        |
| Dezembro 1471                  | 1        | 1        |
| Dezembro 1476                  | 1        | 1        |
| Dezembro 1477                  | 2        | 2        |
| Maio 1480                      | 1        | 1        |
| Março 1484                     | 1        | 1        |
| Consistórios de Sisto IV       | 6        | 6        |
| Março 1489                     | 4        | 4        |
| Consistórios de Inocêncio VIII | 4        | 4        |
| Setembro 1493                  | 7        | 7        |
| Maio 1494                      | 1        | 1        |
| Janeiro 1495                   | 2        | 2        |
| Fevereiro 1496                 | 1        | 1        |
| Setembro 1498                  | 1        | 1        |
| Março 1500                     | 2        | 2        |
| Setembro 1500                  | 9        | 9        |
| Maio 1503                      | 9        | 9        |
| Consistórios de Alexandre VI   | 32       | 32       |
| Total                          | 45       | 44       |

## Evolução durante o pontificado
| Data                   | Evento                                                                          | Total |
| ---------------------- | ------------------------------------------------------------------------------- | ----- |
| 21 de setembro de 1503 | Abertura do Conclave de setembro de 1503                                        | 45    |
| 22 de setembro de 1503 | Eleição Papal do Cardeal Francesco Todeschini-Piccolomini com o nome de Pio III | 44    |
| 18 de outubro de 1503  | Morte do Papa Pio III (64 anos)                                                 | 44    |
| 31 de outubro de 1503  | Abertura do Conclave do outono de 1503                                          | 44    |
| 1 de novembro de 1503  | Eleição Papal do Cardeal Giuliano Della Rovere com o nome de Júlio II           | 43    |